# Biologie sintetică

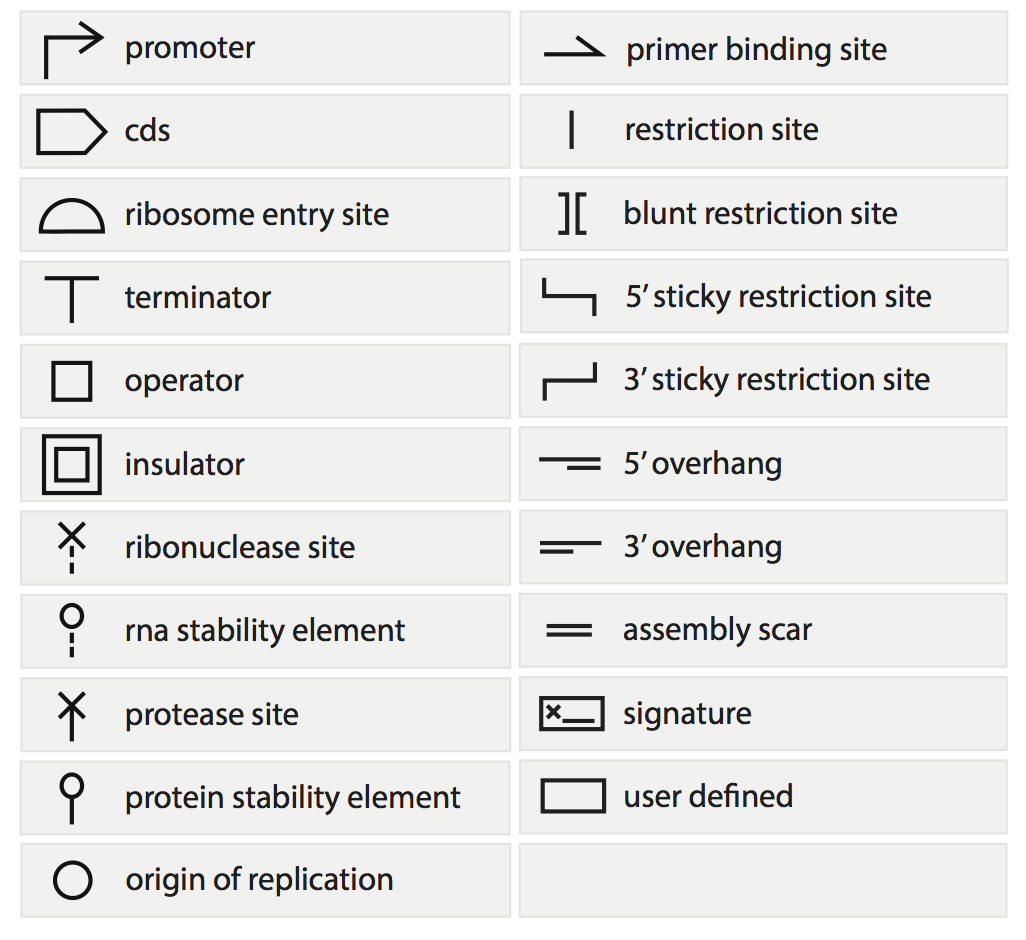
Simboluri vizuale standardizate ale Synthetic Biology Open Language (SBOL). Acestea sunt folosite cu standardul BioBricks.

Biologia sintetică este un domeniu de cercetare biologică și tehnologică, care combină biologia și ingineria, cu scopul proiectării și construcției de dispozitive și sisteme biologice utile. Biologia sintetică de multe ori se suprapune cu bioingineria și ingineria biomedicală. Aceasta cuprinde o varietate de abordări diferite, metodologii, și discipline, cu un accent pe biologia inginerică și biotehnologie, biologia evoluționară, biologia sistemică, biofizică și ingineria genetică.

## Istorie
Prima folosire a termenului de "biologie sintetică" apare în 1910 în publicația lui Stéphane Leduc "Théorie physico-chimique de la vie et générations spontanées" , iar apoi în 1912 în "La Biologie Synthétique".
După 64 de ani, în 1974, termenul și-a câștigat înțelesul modern prin folosirea de către geneticianul polonez Wacław Szybalski.
În anul 2000 a avut loc un progres semnificativ în domeniu, cu apariția a două articole în jurnalul științific Nature publicate de Michael B. Elowitz și Stanislas Leibler. Cei doi propuneau crearea unor circuite biologice prin combinarea unor gene cu celule de Escherichia coli.

## Tehnologii de bază
Există un număr de tehnologii care fac posibilă dezvoltarea domeniului de biologie sintetică. Conceptele-cheie includ standardizarea elementelor biologice și abstractizarea ierarhică, care permite folosirea elementelor menționate în sisteme sintetice din ce în ce mai complexe. Procesul este înlesnit de tehnologii de secvențare și fabricare ale ADN-ului, ale căror raport de preț/performanță se îmbunătățește exponențial.

### Elemente de ADN standardizate
Cele mai folosite elemente standardizate de ADN sunt plasmidele BioBrick inventate de Tom Knight în 2003. BioBrick-urile sunt stocate în Registrul de Elemente Biologice Standard (Registry of Standard Biological Parts) în Cambridge, Massachusetts.

## Viață biosintetică
În mai 2010 în laboratorul Institutului J. Craig Venter (JCVI) din California, (Statele Unite) profesorul Craig Venter alături de Daniel Gibson și alți colegi de-ai săi au sintetizat genomul bacteriei Mycoplasma mycoides, după care l-au ansamblat în interiorul unei celule de drojdie. Apoi, au transplantat genomul în celula unei specii înrudite, Mycoplasma capricolum. După ce noua celulă a trecut prin procesul de diviziune celulară, celulele din colonia bacteriană nou-creată conțineau în exclusivitate proteinele caracteristice M. Mycoides. Reușita cercetătorilor de la Institutul J. Craig Venter a reprezentat un prim pas spre dezvoltarea și testarea unor noi variante ale organismelor existente.
„Metoda pe care am conceput-o ne permite să lucrăm cu o secvență ADN pentru a proiecta organisme pe placul nostru. Putem lucra la nivel de nucleotide, operând orice schimbări dorim în cadrul genomului”, a explicat Gibson. Spre deosebire de modificările genetice pe care cercetătorii le puteau realiza până acum, noua metodă permite modificarea întregului genom și oferă opțiunea de a adăuga segmente de ADN care nu există în natură, dar pe care cercetătorii le-ar putea proiecta pentru a obține diverse beneficii.

## Viitor
În aceeași Californie, cercetătorii au conceput o formă artificială de drojdie care produce artemisinină, o substanță chimică ce joacă un rol cheie în lupta contra malariei. În mod normal, artemisinina se extrage din planta Artemisia annua, însă drojdia creată de cercetători permite obținerea acesteia cu un cost mai redus.
Specialiștii de la NASA încearcă să conceapă o bacterie care să combată efectul radiației la care sunt expuși astronauții, cercetătorii din cadrul unei companii elvețiene au creat un circuit genetic proiectat pentru a detecta și distruge celulele canceroase fără efectele secundare provocate de chimioterapie și de radioterapie.
Printre numeroasele posibile utilizări ale acestui nou domeniu științific se numără crearea unor microorganisme modelate pentru a produce medicamente, a detecta substanțe toxice, a elimina poluanții, a repara genele defecte și chiar pentru a genera hidrogen, combustibilul căruia mulți specialiști îi atribuie un rol esențial în economia post-petrol.
Craig Venter de asemenea consideră că biologia sintetică va constitui, totodată, elementul cheie ce va permite omenirii să exploreze și să colonizeze alte planete. „În funcție de cât de apropiate sunt Luna și Marte la un moment dat, durează între 4 și 21 minute ca o undă electromagnetică, lumina, să călătorească de la Pământ pe Marte. În viitor, vom putea trimite noi medicamente sau noi forme de viață ce permit producerea de energie și de hrană ca informații digitale. Închipuiți-vă că vă aflați într-o colonie pe Marte și că doriți o nouă celulă care produce un vaccin sau alimente, veți primi un email și îl veți putea converti într-o formă biologică”, prezice Venter.
În Regatul Unit, un raport realizat de Royal Academy of Engineering a concluzionat că biologia sintetică „are o importanță extraordinară în ceea ce privește creșterea bogăției națiunii”, specialiștii de la Centre for Synthetic Biology and Innovation afirmând că această nouă ramură a științei ar putea duce la o nouă revoluție industrială. Printre reușitele cercetătorilor britanici se numără deja conceperea unei bacterii cu gene sintetice ce poate fi introdusă în apa de băut. Atunci când în apă sunt detectați paraziți, genele sintetice fac bacteria să se coloreze.

## Opinii
- Un raport elaborat de compania de asigurări Lloys a avertizat în 2009 că această nouă tehnologie ar putea aduce riscuri neprevăzute[12].

- Jef Boeke de la Centrul Medical Langone din cadrul Universității din New York a menționat „Abia în 2010 lumea științifică a fost șocată de anunțul făcut de Dr. Craig Venter, care a dezvăluit primul genom sintetic, al unei bacterii. Așadar, acest nou domeniu al științei cunoaște o accelerare și devine tot mai ambițios”[12].

## Legături externe
- Etichete | Biologia sintetică Descoperă
- Ce promisiuni aduce biologia sintetică Adevărul
- Biologie sintetică și capitalism reasonsandpersons.wordpress
- Ce ne va aduce viitorul: carne crescută în eprubetă și petrol din alge? Arhivat în 24 septembrie 2015, la Wayback Machine. Financiarul
- Plante bioluminescente create în laborator și viitorul iluminatului public Scinews